# ドーイサケット郡
座標: 北緯18度52分13秒 東経99度8分12秒 / 北緯18.87028度 東経99.13667度
ドーイサケット郡（ドーイサケットぐん）はタイ北部・チエンマイ県にある郡（アムプー）である。

## 名称
ドーイサケットはドーイ・センケートという言葉がなまったものとされている。ドーイ・センケートとは「髪の毛の山」を意味する。これは、ブッダの髪の毛と言われる聖遺物を収めた場所がこの郡内にあることからこう呼ばれるようになった。

## 歴史
郡は1902年に設立された。

## 地理
郡はピン川の支流が形成した平地にある。一方で郡の東には山岳地帯が広がる。主な河川は、クワン川、ドークデーン川、ポーン川、ホンハック川などである。郡内にはメー・タクライ国立公園がある。
交通は、国道118号線が北東から南西に延びており、北東にウィエンパーパオ方面、南西にチエンマイ方面と通じる。国道1252号線が東南に延びておりムアンパーン方面と、国道1303号線、国道1007号線が南に延びており、それぞれメーオーン方面、サンカムペーン方面と通じている。

## 経済
郡は圧倒的に農村地帯でコメの生産や丘陵地帯では他の作物の生産が行われている。主要な産物は、コメ、ニンニク、鶏、鶏卵、牛肉、牛乳などである。また、チエンマイのホテルのための布の洗浄や、コンクリートの生産工場などもある。また、観光産業では、モダンなスタイルを持つワット・ドーイサケットなどが観光客を集めている

## 行政区分
郡には14のタムボンがあり、さらにその下位に110の村（ムーバーン）がある。自治体（テーサバーン）があり以下のようになっている。
- テーサバーンタムボン・ドーイサケット・・・タムボン・チューンドーイ、タムボン・ルワンヌアの一部

また、郡内には13のタムボン行政体（オンカーンボーリハーンスワンタムボン）がある。
1. タムボン・チューンドーイ・・・ตำบลเชิงดอย
2. タムボン・サンプールーイ・・・ตำบลสันปูเลย
3. タムボン・ルワンヌア・・・ตำบลลวงเหนือ
4. タムボン・パーポーン・・・ตำบลป่าป้อง
5. タムボン・サガーバーン・・・ตำบลสง่าบ้าน
6. タムボン・パーラーン・・・ตำบลป่าลาน
7. タムボン・タラートクワン・・・ตำบลตลาดขวัญ
8. タムボン・サムラーンラート・・・ตำบลสำราญราษฎร์
9. タムボン・メークー・・・ตำบลแม่คือ
10. タムボン・タラートヤイ・・・ตำบลตลาดใหญ่
11. タムボン・メーホーイグン・・・ตำบลแม่ฮ้อยเงิน
12. タムボン・メーポーン・・・ตำบลแม่โป่ง
13. タムボン・パーミエン・・・ตำบลป่าเมี่ยง
14. タムボン・テープサデット・・・ตำบลเทพเสด็จ